# Un éxito es un éxito
«Un éxito es un éxito» (título original en inglés: «A Hit Is a Hit») es el décimo episodio de la serie de HBO Los Soprano. Fue escrito por Joe Bosso y Frank Renzulli; y dirigido por Matthew Penn. El capítulo fue estrenado el 14 de marzo de 1999 en Estados Unidos.

## Protagonistas
- James Gandolfini como Tony Soprano.
- Lorraine Bracco como Dr. Jennifer Melfi.
- Edie Falco como Carmela Soprano.
- Michael Imperioli como Christopher Moltisanti.
- Dominic Chianese como Corrado Soprano, Jr. *
- Vincent Pastore como Pussy Bonpensiero.
- Steven Van Zandt como Silvio Dante.
- Tony Sirico como Paulie Gualtieri.
- Robert Iler como Anthony Soprano, Jr. *
- Jamie-Lynn Sigler como Meadow Soprano.
- y Nancy Marchand como Livia Soprano. *

* = sólo en los créditos

### Protagonistas invitados
- Jerry Adler como Hesh Rabkin.
- Drea de Matteo como Adriana.
- Bokeem Woodbine como Massive Genius.

#### Otros protagonistas
| - Oksana Lada como Irina Peltsin. - Bryan Hicks como Orange J. - Nick Fowler como Richie Santini. - Gregg Wattenberg como Vito. - Chris Gibson como bajista. - Ned Stroh como batería. - Bray Poor como Squid. - Robert LuPone como Dr. Bruce Cusamano - Jim Demarse como Jack Krim. - James Weston como Randy Wagner. | - Phil Coccioletti como Eric. - Terumi Matthews como Rita. - Dan Morse como Mullethead. - Alexandra Neil como Wendy Krim. - Ken Prymus como Mánager. - Saundra Santiago como Jeannie Cusamano. - Jessy Terrero como Gallegos. - Elizabeth Ann Townsend como Barb Wagner. - Cedric Turner como oficial de policía. |

## Primeras apariciones
- Dr. Bruce Cusamano: médico y vecino de la familia Soprano
- Jean Cusamano: esposa del Dr. Cusamano y amiga de la familia Soprano.

## Fallecidos
- Gallegos, también conocido como "Juan Valdez": asesinado por Paulie Gualtieri por un disparo en la frente.